# Giżycko (stacja kolejowa)
Giżycko – stacja kolejowa w Giżycku, w województwie warmińsko-mazurskim, w Polsce. 

## Ruch pasażerski
| Rok  | Wymiana pasażerska na dobę |
| ---- | -------------------------- |
| 2017 | 700-999                    |
| 2022 | 700-999                    |